# Yığılca (district)
Yığılca is een Turks district in de provincie Düzce en telt 18.816 inwoners (2007). Het district heeft een oppervlakte van 640,3 km². Hoofdplaats is Yığılca.
De bevolkingsontwikkeling van het district is weergegeven in onderstaande tabel.
| 1997   | 2000   | 2007   |
| ------ | ------ | ------ |
| 20.646 | 21.190 | 18.816 |